# Сиркар, Джамируддин
Мухаммад Джамируддин Сиркар (бенг. জমীরুদ্দিন সরকার; род. 1 декабря 1931) — государственный и политический деятель Бангладеш.

## Биография
Получил степень магистра и бакалавра права в университете Дакки, вступил в коллегию адвокатов в 1960 году, в 1961 году уехал в Лондон для получения степени барристера и получив её, вступил в юридическую корпорацию Линкольнс-инн, вёл адвокатскую практику. Вернувшись в Бангладеш, работал барристером в Верховном суде Бангладеш по делам конституционного, гражданского и уголовного права. В 1977 году президент Зиаур Рахман включил Джамируддина Сиркара в состав делегации Бангладеш на Генеральной Ассамблее ООН. В 1981 году Джамируддин Сиркар в качестве государственного министра иностранных дел был направлен в ООН для обсуждения вопросов мирного урегулирования ближневосточной проблемы и разоружения. Позднее принимал участие в конференции министров труда неприсоединившихся стран в Багдаде. Возглавлял делегацию Бангладеш на 25 международных конференциях. Внёс значительный вклад в развитие различных отраслей права, в частности, международного промышленного, коммерческого, морского права, правовому режиму международных рек, экологии, многосторонних переговоров, усилению роли Организации Объединённых Наций в деле поддержания международного мира и безопасности. Опубликовал ряд книг по различным аспектам международного права.
Является одним из основателей Националистической партии Бангладеш и был членом её Постоянного комитета. Четырежды избирался депутатом парламента Бангладеш, а также занимал посты государственного министра общественных работ и городского развития, государственного министра иностранных дел, государственного министра Управления земельных ресурсов и земельной реформы, министра науки и технологий, министра образования, министра юстиции и парламентских дел. С 28 октября 2001 по 21 июня 2002 года был спикером парламента Бангладеш. С 21 июня 2002 до 6 сентября 2002 года исполнял обязанности президента Бангладеш.